# Яхья Баба
Яхья Баба (малайск.  Yahya Baba; р. 20 декабря 1943 г., Малакка) – малайзийский дипломат, посол в России (1994-2001). 

## Краткая биография
Образование получил в Малайзии, окончив столичный Университет Малайя. После окончания университета пошел работать в государственную службу, и некоторое время служил в земельном департаменте. В системе МИД с 1967 года. Прошел дипломатическую школу от помощника секретаря в МИД Малайзии и второго секретаря посольства в Джакарте до посла во Вьетнаме, Швеции (по совместительству в Дании, Финляндии и Норвегии), а в 1994-2001 гг. и в России (по совместительству в Казахстане, Армении, Беларуси и Грузии). Благодаря его настойчивым усилиям малайзийское правительство признало дипломы четырех российских вузов, в результате чего к 2015 г. более 10 тыс. малайзийцев приобрели профессию врачей в Москве, Курске и Нижнем Новгороде. Кроме того, он оказал большую помощь Обществу «Нусантара» в  проведении международного семинара «Национальное строительство и литературный / культурный процесс в Юго-Восточной Азии» (1996) и в создании кабинета «Нусантара» в ИСАА МГУ имени М.В. Ломоносова (1998). По возвращении из Москвы в 2001 г. в связи с пенсионным возрастом ушёл из Министерства иностранных дел и занялся бизнесом.

## Награды
- Орден Kesatria Mangku Negara[малайск.]  (1980)
- Орден Darjah Mulia Seri Melaka(1990)

## Семья
- Супруга Норсиха (с 1975 г.)